# Okres Kemecse
Okres Kemecse (maďarsky Kemecsei járás) je jedním ze třinácti okresů maďarské župy Szabolcs-Szatmár-Bereg. Jeho centrem je město Kemecse.

## Sídla
V okrese se nachází celkem 11 měst a obcí.
Města
- Demecser
- Kemecse

Obce
- Berkesz
- Beszterec
- Gégény
- Kék
- Nyírbogdány
- Nyírtét
- Székely
- Tiszarád
- Vasmegyer